# Bathypora bicolor
Bathypora bicolor är en mossdjursart som först beskrevs av Walter Douglas Hincks 1881.  Bathypora bicolor ingår i släktet Bathypora och familjen Electridae. Inga underarter finns listade i Catalogue of Life.